# St Leonards, New South Wales

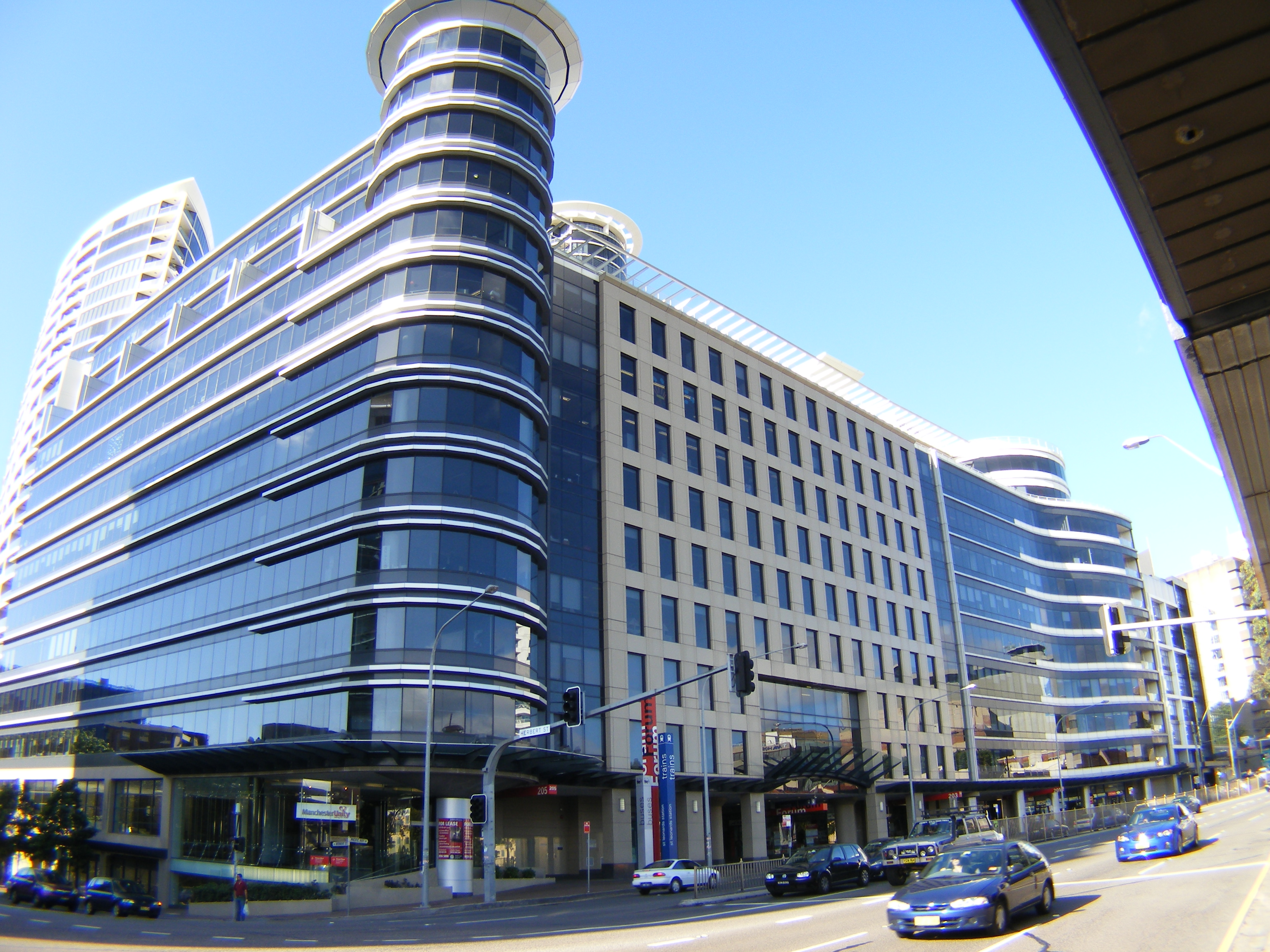
St Leonards, Sydney

St Leonards este o suburbie în Sydney, Australia.

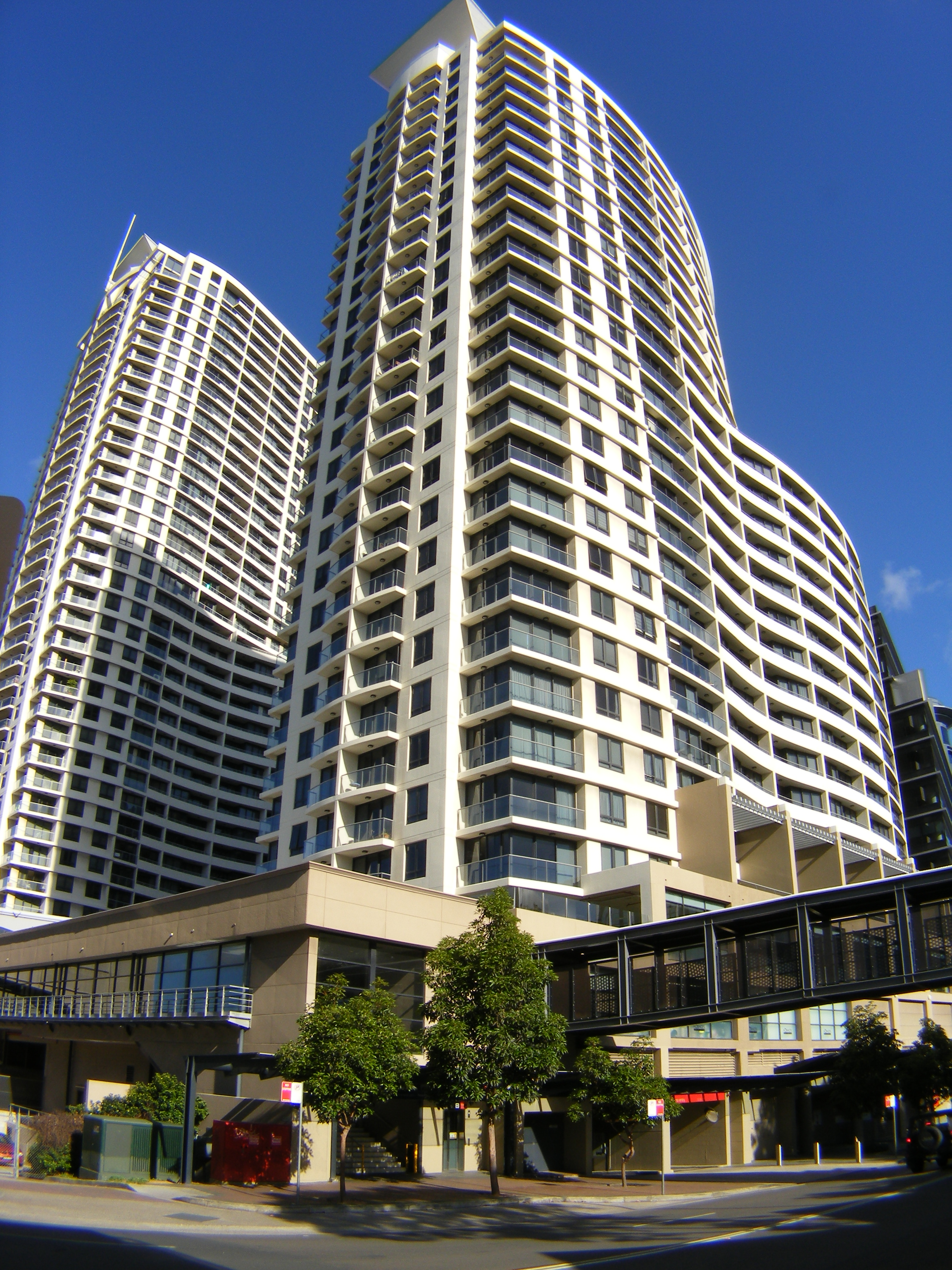